# Laguna Seca, Sultepec
Laguna Seca är en ort i kommunen Sultepec i delstaten Mexiko i Mexiko. Samhället hade 435 invånare vid folkräkningen 2020.